# Don’t Look Back in Anger
«Don’t Look Back in Anger» (с англ. — «Не оглядывайся во гневе») — песня английской рок-группы Oasis, вышедшая в 1996 году как четвёртый сингл со второго альбома группы (What’s the Story) Morning Glory?. Песня была написана гитаристом группы и основным автором песен, Ноэлом Галлахером. Песня стала вторым синглом группы, которая достигла № 1 в UK Singles Chart, где он также стал платиновым.

## Список композиций
1. «Don’t Look Back in Anger» — 4:47
2. «Step Out» — 3:40
3. «Underneath the Sky» — 3:20
4. «Cum On Feel the Noize» — 5:09

## Участники записи
- Ноэл Галлахер — вокал, соло- и акустическая гитары, меллотрон, EBow
- Пол Артурс[англ.] — клавишные, ритм-гитара
- Пол Макгиган[англ.] — бас-гитара
- Алан Уайт[англ.] — ударные

при участии
- Оуэн Моррис — Kurzweil-струнные[2]

## Чарты и сертификация
| Чарты (1996)                        | Лучшая позиция |
| ----------------------------------- | -------------- |
| Австралия (ARIA)                    | 19             |
| Бельгия/Валлония (Ultratop 50)      | 35             |
| Канада (RPM Top Singles)            | 24             |
| Канада (RPM Rock/Alternative)       | 2              |
| Финляндия (Suomen virallinen lista) | 3              |
| Франция (SNEP)                      | 24             |
| Германия (GfK)                      | 57             |
| Iceland (Tonlist)                   | 4              |
| Ирландия (IRMA)                     | 1              |
| Italy (Hit Parade Italia)           | 19             |
| Нидерланды (Dutch Top 40)           | 33             |
| Нидерланды (Single Top 100)         | 30             |
| Новая Зеландия (Recorded Music NZ)  | 20             |
| Норвегия (VG-lista)                 | 19             |
| Poland (LP3)                        | 15             |
| Шотландия (OCC Scotland)            | 1              |
| Швеция (Sverigetopplistan)          | 2              |
| Швейцария (Schweizer Hitparade)     | 27             |
| Великобритания (OCC UK Singles)     | 1              |
| US Cash Box Top 100                 | 33             |
| США (Billboard Hot 100)             | 55             |
| США (Billboard Alternative Airplay) | 10             |
| Zimbabwe (ZIMA)                     | 8              |

| Чарт (1996)                          | Позиция |
| ------------------------------------ | ------- |
| Canada Rock/Alternative (RPM)        | 39      |
| UK Singles (Official Charts Company) | 11      |

| Регион | Сертификация  | Продажи   |
| --- | ------------- | --------- |
| Италия (FIMI) | Платиновый    | 50 000*   |
| Япония (RIAJ) | Платиновый    | 250 000^  |
| Великобритания (BPI) | 2× Платиновый | 1 000 000 |
| * Данные о продажах приведены только на основе сертификации. ^ Данные о тиражах приведены только на основе сертификации. |               |           |

## Дополнительные факты
На церемонии Brit Awards 2001 Ноэль Галлахер (вручавший награду группе U2) прошёлся по группе A1, получившей награду «Лучшие новички». A1 в отместку исполнили «Don’t Look Back in Anger» в издевательской манере.